# Никитин, Николай Никитич
Николай Никитич Никитин (1915—1939) — красноармеец Рабоче-крестьянской Красной Армии, участник советско-финской войны, Герой Советского Союза (1940).

## Биография
Родился 7 июня 1915 года[по какому календарю?] в Петрограде.
Участвовал в боях советско-финской войны, будучи сапёром 37-го отдельного сапёрного батальона 7-й армии Северо-Западного фронта.
При доставке 11 декабря 1939 года в назначенное место материала для строительства моста через реку Пуннус-Йоки получил тяжёлое ранение, от которого скончался на следующий день. Похоронен на Богословском кладбище Санкт-Петербурга (участок между Прямой дорожкой и Аллей Героев) На могиле установлен памятник в виде гранитной стелы. Место захоронения огорожено цепями, которые закреплены на бетонных столбиках с изображением красных звезд.
Указом Президиума Верховного Совета СССР от 15 января 1940 года за «образцовое выполнение боевых заданий командования на фронте борьбы с финской белогвардейщиной и проявленные при этом отвагу и геройство» был посмертно удостоен звания Героя Советского Союза. Также был награждён орденами Ленина и Красного Знамени, медалью.
В честь Никитина названа улица в посёлке Сосново Приозерского района Ленинградской области.